# Loin de Ris-Orangis !
Loin de Ris-Orangis ! (The Dumdum Murder) est un roman policier de l’écrivain australien Carter Brown publié en 1962 en Australie et aux États-Unis. Le livre paraît en France en 1963 dans la Série noire. La traduction, prétendument "de l'américain", est signée Pierre Château. C'est une des nombreuses aventures du lieutenant Al Wheeler, bras droit du shérif Lavers dans la ville californienne fictive de Pine City - la seizième traduite en français aux Éditions Gallimard. Le héros est aussi le narrateur.

## Résumé
"Nous avons ici, à la maison, le cadavre plutôt répugnant d'un type assassiné assez récemment, semble-t-il. Vous seriez bien aimable de nous en débarrasser le plus tôt possible."  Ce coup de téléphone peu banal amène Al Wheeler dans une maison peuplée d'un prestidigitateur-tireur d'élite, d'un comique pas drôle, d'une géante, d'une femme-serpent et de la moitié survivante d'un couple de duettistes. Le cadavre est celui d'un truand, comparse de l'ancien propriétaire de la maison avant que celui-ci n'entre en prison pour trente ans... qu'il vient de terminer. Et dès sa sortie de prison, il a demandé - en vain - à racheter la maison. Quel magot y a-t-il caché avant d'être incarcéré ? Pourquoi son vieux comparse a-t-il été abattu avec une balle dum-dum ? Et le sergent Polnik échappera-t-il aux étreintes passionnées de la géante (qui a pulvérisé le machisme triomphant d'Al Wheeler) ?

## Personnages
- Al Wheeler, lieutenant enquêteur au bureau du shérif de Pine City.
- Le shérif Lavers.
- Annabelle Jackson, secrétaire du shérif.
- Doc Murphy, médecin légiste.
- Le sergent Polnik.
- Celeste Campbell, contorsionniste.
- Pépé Livvy, propriétaire de la maison du crime.
- "Antonia la Grande", femme-canon.
- Sébastien, "le Maître du mystère", illusionniste et tireur d'élite.
- Bruno Beck, présentateur comique.
- Pasteur Gogs, ancien caïd des bootleggers californiens pendant la Prohibition.
- Sigmund Gogs, son fils, avocat.
- Poppy Lane, maîtresse de Pasteur Gogs.
- Lindstrom, gangster de Los Angeles.
- Cedric, réceptionniste à l'hôtel Starlight.

## Éditions
- Gallimard, coll. « Série noire » no 802, 1963  (ISBN 2070478025) ;
- Réédition sous le titre Continuez le massacre, Gallimard, coll. « Carré noir » no 229, 1976  (ISBN 2070432297).